# Майк Джоханнс
Майкл Оуен «Майк» Джоханнс (англ. Michael Owen «Mike» Johanns; нар. 18 червня 1950, Осейдж, Айова) — американський політик з Республіканської партії. Він був Міністром сільського господарства США з 2005 по 2007, сенатор від штату Небраска з 2009 по 2015 рік.
Навчався в Університеті Сент-Мері в Міннесоті і закінчив з Юридичної школу Університету Крейтон. Він почав свою кар'єру як адвокат в О'Ніл, Небраска. Потім він працював юристом у Лінкольні, штат Небраска, де він був членом міської ради з 1989 по 1991 і мером міста з 1991 по 1998 роки. Губернатор штату Небраска з 1999 по січень 2015.